# Herbert Wilberforce
Herbert William Wrangham Wilberforce (né le 8 février 1864 à Munich, – décédé le 28 mars 1941 à Kensington) était un joueur de tennis britannique. Il a notamment remporté le Tournoi de Wimbledon en 1887 avec Patrick Bowes-Lyon.

## Palmarès (partiel)

### Titres en double
|   | Date | Nom et lieu du tournoi       | Cat.      | ($) | Surface      | Partenaire         | Finalistes                            | Score         |
| 1 | 1887 | The Championships, Wimbledon | G. Chelem |     | Herbe (ext.) | Patrick Bowes-Lyon | E. Barratt-Smith James Herbert Crispe | 6-3, 6-3, 6-2 |

### Finales de double perdues
|   | Date | Nom et lieu du tournoi       | Cat.      | ($) | Surface      | Vainqueurs                        | Partenaire         | Score                   |
| - | ---- | ---------------------------- | --------- | --- | ------------ | --------------------------------- | ------------------ | ----------------------- |
| 1 | 1888 | The Championships, Wimbledon | G. Chelem |     | Herbe (ext.) | Ernest Renshaw William Renshaw    | Patrick Bowes-Lyon | 2-6, 1-6, 6-3, 6-4, 6-3 |
| 2 | 1895 | The Championships, Wimbledon | G. Chelem |     | Herbe (ext.) | Herbert Baddeley Wilfred Baddeley | Ernest Lewis       | 8-6, 5-7, 6-4, 6-3      |